# Почему не Эванс?
«Почему не Эванс?» (англ. Why Didn't They Ask Evans?) — детективный роман Агаты Кристи, впервые опубликованный издательством Collins Crime Club в 1934 году. В России также публиковался под названиями «Почему не позвали Уилби?» и «Ответ знает Эванс».

## Сюжет
Бобби Джонс, сын викария, играет в гольф со знакомым доктором. Подойдя к обрыву за улетевшим мячом, он замечает лежащего внизу человека. Партнер Бобби отправляется за помощью, а Бобби остаётся рядом с раненым. Вскоре человек умирает, но перед смертью он успевает произнести: «Почему же они не попросили Эванс?» (англ. Why Didn't They Ask Evans?). Это и ещё найденная в его кармане фотография красивой женщины — единственные ключи к разгадке тайны его личности. На смену Бобби приходит другой человек, назвавшийся Роджером Бассингтоном-Френчем, который отпускает Бобби и предлагает посторожить тело до прибытия помощи.
Погибшего опознаёт его сестра Амелия Кейман. Брата звали Алекс Причард. Она утверждает, что на фотографии изображена именно она, а Бобби удивляется, как из такой красотки получилась вдруг вульгарная женщина.
Подруга Бобби, Фрэнки, загорается желанием разгадать тайну смерти этого человека. Они начинают расследование. По ходу расследования на Бобби совершаются покушения. Молодые люди понимают, что находятся на верном пути.

## Персонажи романа
- Роберт «Бобби» Джонс — сын викария городка Марчболт
- Леди Фрэнсис «Фрэнки» Дервуэнт — дочь Лорда Марчингтона
- Доктор Томас — партнер Бобби по гольфу
- Викарий Марчболта — отец Бобби
- Алекс Причард, он же Алан Карстейрс — жертва
- Лео и Амелия Кейман — предполагаемые шурин и сестра Алекса Причарда
- Джордж Арбетнот — друг Фрэнки
- Баджер Бидон — друг Бобби
- Генри и Сильвия Бассингтон-Френч — супруги из Мироувэй, Гемпшир
- Роджер Бассингтон-Френч — брат Генри
- Доктор Николсон — канадец, владелец санатория в Мироувэй
- Мойра Николсон — его жена
- Миссис Ривингтон — друг Сэвэджа

## Литературная критика
- Книжное обозрение газеты The New York Times (англ. The New York Times Book Review) опубликовало 18 сентября 1935 года такую рецензию на роман: «Фрэнки и Бобби далеко не так блистательны, как другие сыщики-любители в иных романах, но они наверняка вам понравятся, и вы, может быть, даже простите Агате Кристи, что она для разнообразия оставила за кадром Эркюля Пуаро»[4].
- В выпуске за 16 сентября 1934 года газеты The Observer рецензия на роман начиналась словами: «в последнем романе Агаты Кристи есть захватывающая изюминка», завершаясь выводом о том, что «повествование ведётся весьма живо», а «история остросюжетна»[5]

## Экранизации
- Телекомпания London Weekend Television (LWT) экранизировала роман в 1980 году[6]. Одну из эпизодических ролей, Миссис Ривингтон, сыграла Джоан Хиксон, которая позднее воплотила образ Мисс Марпл в телесериале BBC.
- В 2009 году роман был положен в основу одного из фильмов британского телесериала «Мисс Марпл Агаты Кристи». Сценарий значительно отличается от оригинала, поскольку среди персонажей появляется Мисс Марпл и сюжет адаптируется под новую героиню[7]. Мисс Марпл сыграла Джулия Маккензи.
- В 2013 году по мотивам романа снята четвёртая серия второго сезона французского телесериала «Загадочные убийства Агаты Кристи» (под названием «Почему не Мартен?», фр. Pourquoi pas Martin?), в котором ведение расследования передано полицейскому комиссару Лорансу и навязавшей себя ему в помощницы журналистке Авриль.
- В 2022 году на экраны вышел[8] одноимённый мини-сериал, режиссёром и сценаристом которого стал Хью Лори[9].